# Kanton Épinal-2
Der Kanton Épinal-2 ist seit 2015 ein französischer Wahlkreis im Arrondissement Épinal für die Wahl des Départementrats des Départements Vosges in der Region Grand Est; sein Bureau centralisateur befindet sich in Épinal.

## Geschichte
Der Kanton entstand bei der Neueinteilung der französischen Kantone im Jahr 2015. Seine Gemeinden kommen aus dem ehemaligen Kanton Épinal-Est und den Stadtteilen der Stadt Épinal am rechten Ufer der Mosel.

## Lage
Der Kanton liegt im Zentrum des Départements.

## Gemeinden
Der Kanton besteht aus neun Gemeinden und Gemeindeteilen mit insgesamt 22.217 Einwohnern (Stand: 1. Januar 2022) auf einer Gesamtfläche von 76,69 km²:
| Gemeinde        | Einwohner 1. Januar 2022 | Fläche km² | Dichte Einw./km² | Code INSEE | Postleitzahl |
| --------------- | ------------------------ | ---------- | ---------------- | ---------- | ------------ |
| Archettes       | 1.110                    | 13,93      | 80               | 88012      | 88380        |
| Deyvillers      | 1.350                    | 8,77       | 154              | 88132      | 88000        |
| Dignonville     | 207                      | 5,93       | 35               | 88133      | 88000        |
| Dogneville      | 1.511                    | 11,42      | 132              | 88136      | 88000        |
| Épinal          | 19.311                   | 39,86      | 484              | 88160      | 88000        |
| Jeuxey          | 663                      | 8,49       | 78               | 88253      | 88000        |
| La Baffe        | 621                      | 9,01       | 69               | 88028      | 88460        |
| Longchamp       | 460                      | 10,26      | 45               | 88273      | 88000        |
| Vaudéville      | 195                      | 3,22       | 61               | 88495      | 88000        |
| Kanton Épinal-2 | 25.428                   | 110,89     | 229              | 8806       | –            |

1. ↑   Nur der nordöstliche Teil der Gemeinde, der Rest gehört zum Kanton Épinal-1.

## Politik
| Vertreter im conseil général des Départements | Vertreter im conseil général des Départements | Vertreter im conseil général des Départements |
| Amtszeit                                      | Name                                          | Partei                                        |
| --------------------------------------------- | --------------------------------------------- | --------------------------------------------- |
| 2015–2021                                     | Régine Bégel Benoît Jourdain                  | LR                                            |
| 2021–                                         | Régine Bégel Benoît Jourdain                  | LR                                            |